# 飛鳥II

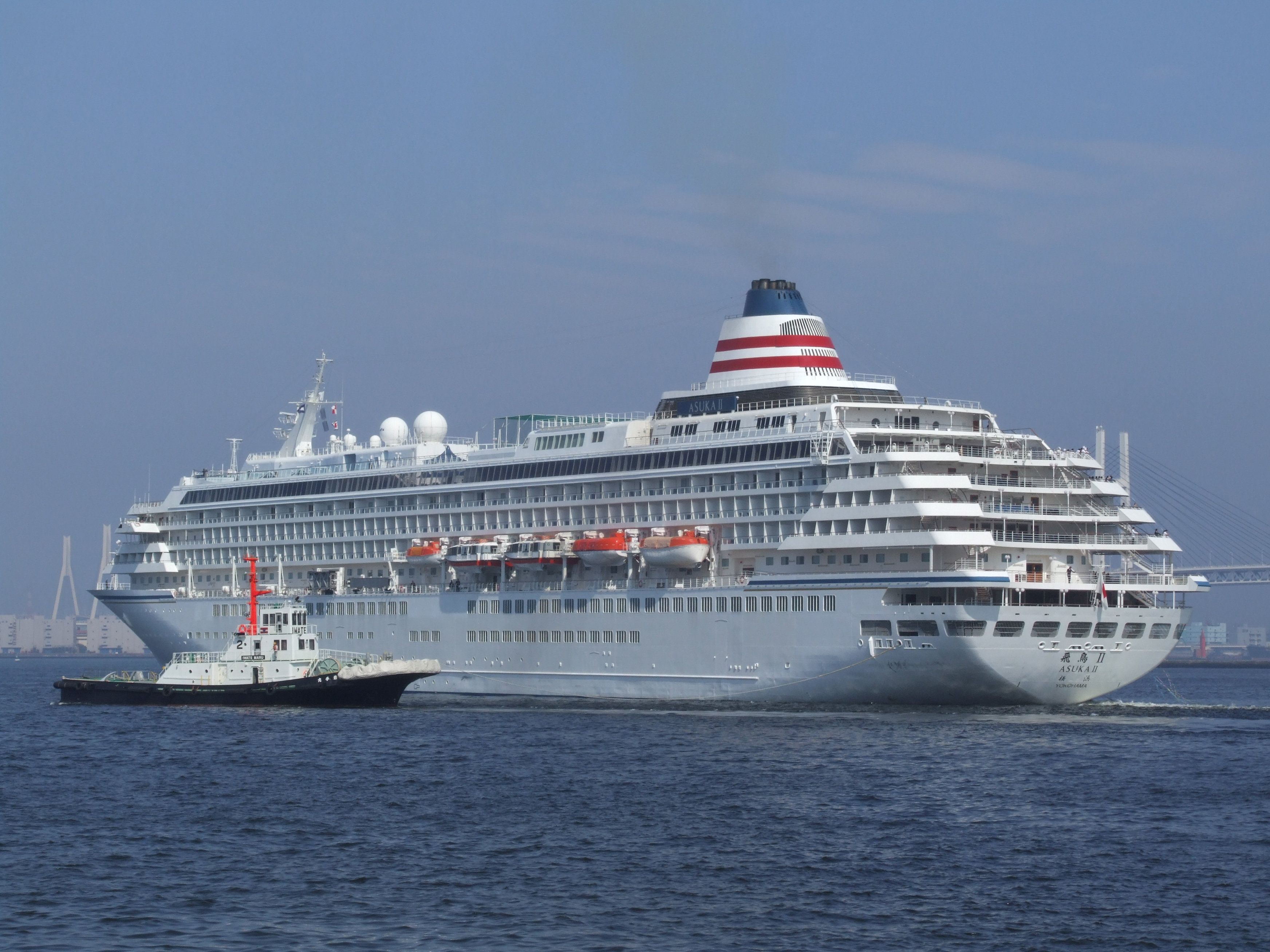
左舷後方（横浜港出港）

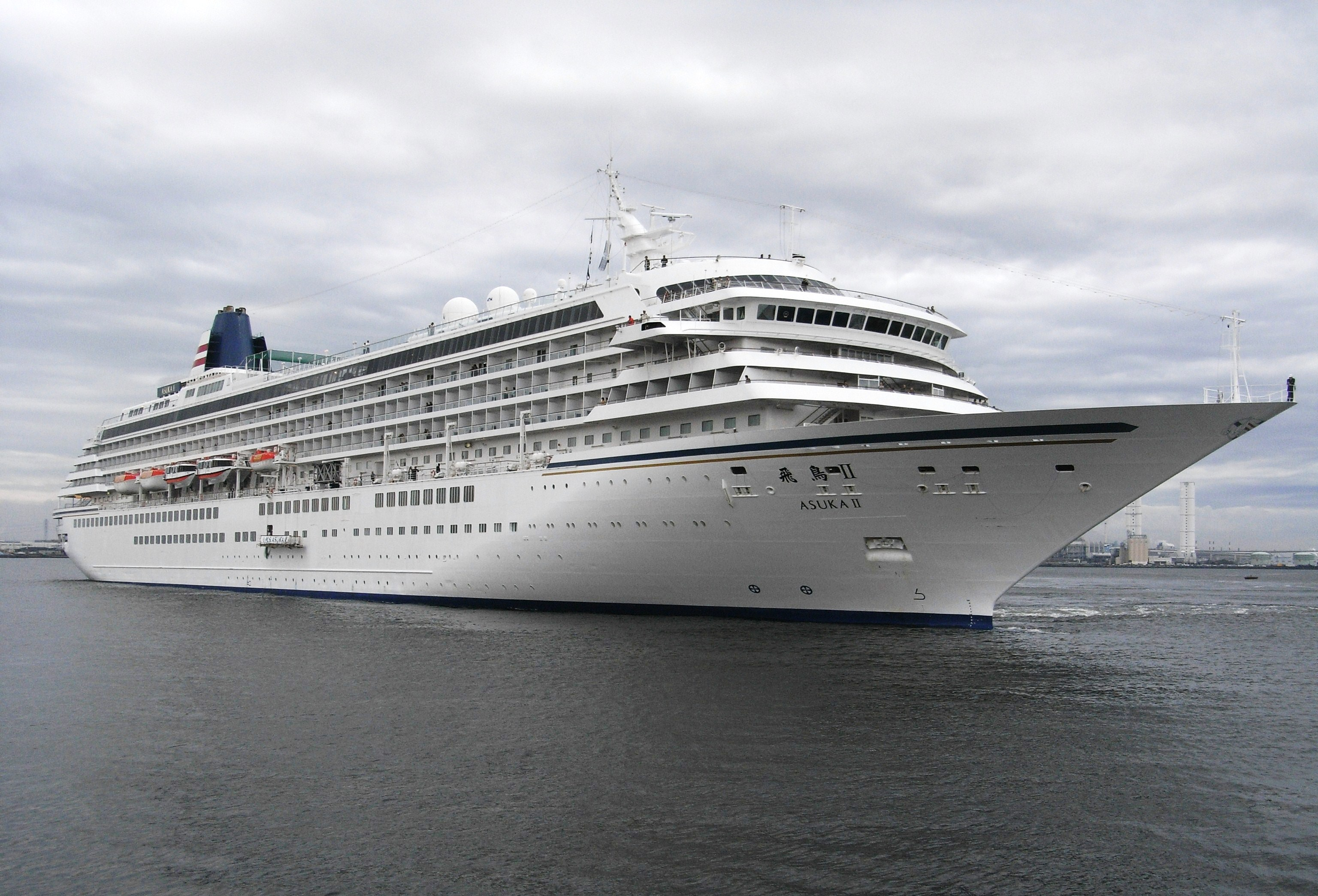
名古屋港ガーデン埠頭3号に接岸中の飛鳥II

飛鳥II（あすかツー）は、日本郵船の関係会社である郵船クルーズが所有・運航している外航クルーズ客船。2006年2月に売却された「飛鳥」の後継船にあたる。
1990年6月、同じく日本郵船の関連会社であるクリスタル・クルーズのクルーズ客船「クリスタル・ハーモニー（Crystal Harmony）」（バハマ船籍）として三菱重工業長崎造船所で竣工した。その後2006年1月、郵船クルーズが本船を買い取り日本市場向けの改装を施し、2月末よりの習熟航海を兼ねた日本各地でのお披露目を経て、3月17日から3日間の伊豆諸島クルーズで正式デビューした。日本籍では最大の客船となっていたが、2025年の新造船「飛鳥III」の就航後は全長において日本最大の客船となっている。

## 飛鳥II 誕生の経緯
1991年10月に就航した「飛鳥」は、1990年代中盤より順調にその集客を伸ばしており、2000年代中盤時点では定員600人弱に対し200人のキャンセル待ちが生じるなど堅調な集客を見せていた。
運営する側としてもこれはビジネスチャンスを逃していることに他ならず、キャパシティの増大が必須となり、第二船の投入や、より大型の新造船の建造等が検討されたが、結果として、同じ日本郵船グループのクリスタルクルーズ社が運航する「クリスタル・ハーモニー」を日本向けに改装し「飛鳥II」として代替投入、これに伴い「飛鳥」は売船されることとなった。
これは当時3隻体制となったクリスタルクルーズ社の集客がアメリカ同時多発テロ事件の影響で需要回復が遅れており、減船（＝日本郵船グループ内の船腹交換、飛鳥の売船）により体制を整えるという目的もあった。
日本郵船の草刈会長と郵船クルーズの松平社長は、第二船の投入については「現状、そこまでの市場の広がりがない」とし、また新造船の投入を見送った理由については、折からの海運好況で「船価が高止まりしていること」、ならびに「造船所の船台が相当先まで埋まっており、その間お客様をお待たせしてしまうことになる、ビジネスチャンスを逸する」旨、述べている。

### 横浜船籍

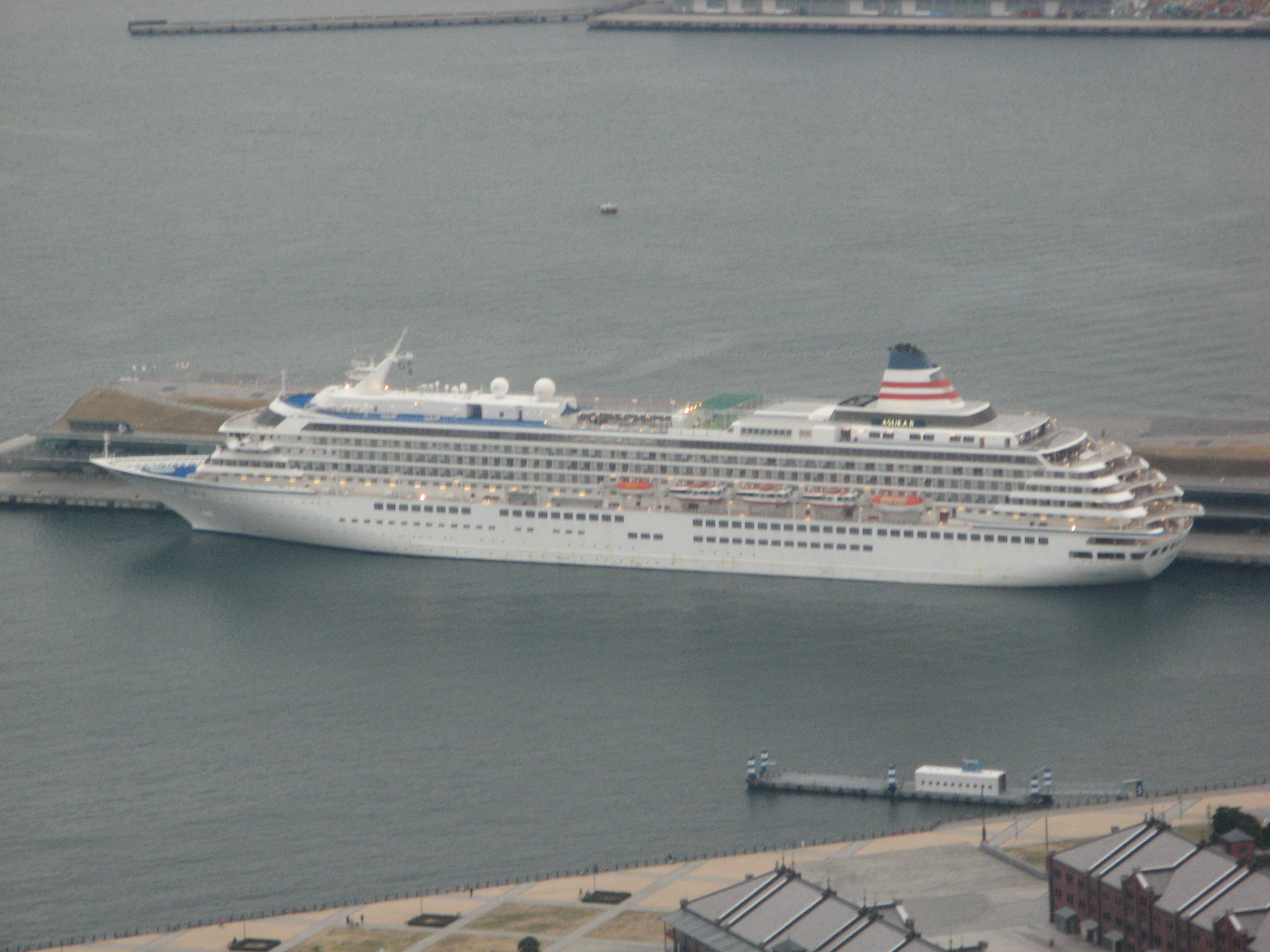
横浜港・大さん橋に停泊中の飛鳥II

郵船クルーズの本社所在地は神奈川県横浜市であり、「飛鳥II」の船籍港も神奈川県横浜市に定められている。
横浜港の大桟橋改築が完成し2000年代に入ってクルーズ客船の寄港数が増加基調に入った。しかし横浜市を船籍港とする客船が無くなって久しくなっており、横浜港の再活性化には港の象徴的存在となる横浜船籍船が求められた。また横浜港と歴史的に繋がりの深い海運業界との関係深化も必要とされた。飛鳥IIの就航に当たり、当時の横浜市長中田宏が自ら日本郵船に同船を横浜籍とするよう依頼し、郵船側も「旧『飛鳥』の発着港の多くが横浜港であること」や「横浜港と日本郵船が歴史的にも深い繋がりを持つこと」 等を理由にこれを受諾、2005年10月5日に合意・発表に至ったものである。その後2006年2月26日に就航に先立って横浜港大さん橋にて中田市長や岸恵子が出席し命名式・就航記念セレモニーを行った。

### 大型化のデメリット

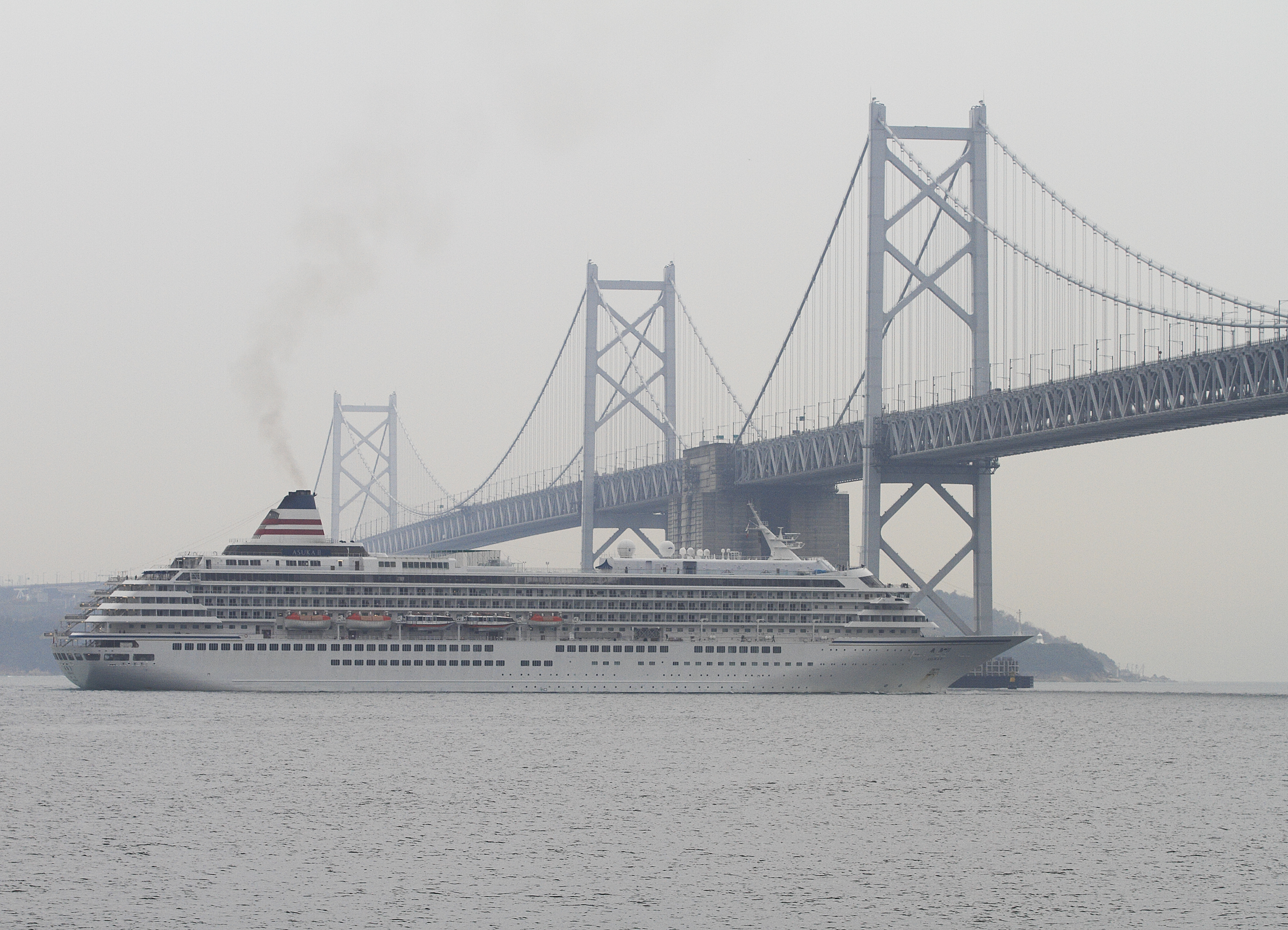
南備讃瀬戸大橋をくぐる飛鳥II

乗船する側のメリット（予約が取り易くなる）と運営する側のメリット（事業の拡大）が一致して実現した大型化であるが、デメリットも存在した。
大型化のデメリットの最たるものは、喫水が深くなることにより、寄港できる港が制限されることである。
例えば屋久島は、「飛鳥」では特に秋口には毎週のように寄港するほどの人気の寄港地であったが、「飛鳥II」では喫水オーバーにより、岸壁に接岸することができなくなった。2006年以降の「飛鳥II」のスケジュールには屋久島が組み込まれていない。
接岸できない寄港地でも、地元で船が都合できない場合は本船付属のテンダーボートを通船として上陸できるが、運航は天候の影響を受け易く、悪天候の場合は上陸不可により抜港に至る可能性が高くなる。通船での乗下船は、タラップやボーディングブリッジに比べ、時間を要することとなり、寄港地での時間の有効利用の点で劣ることとなる。
高さが増えたことで、初代飛鳥ではコースに含まれていたキール運河 も通行できなくなった。
全長が200ｍを超えるため航行制限を受けるようになった。例えば備讃瀬戸航路などでは狭視界時における航路入航制限や夜間の通航が出来ない通航時間の制限がある。
このほか大型化により船内の移動距離が長くなったことも挙げられる。船首付近の客室に当った場合、船尾の施設に行く（あるいはその逆）には、かなり負担を感じることと思われる。

## クリスタル・ハーモニー

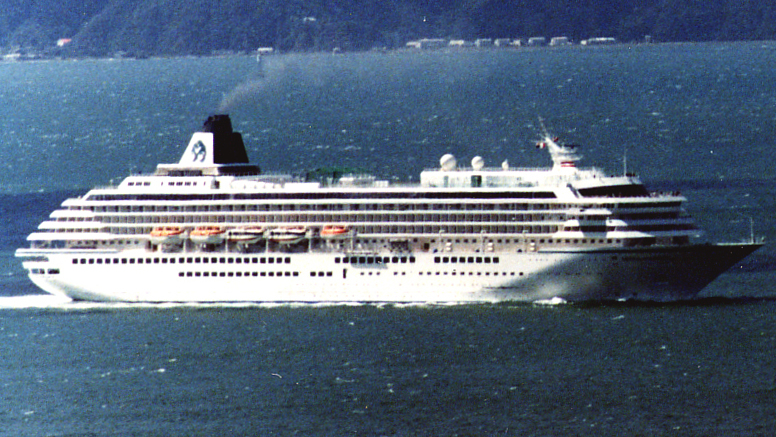
クリスタル・ハーモニー時代（2005年・ウェリントン港）

- 造船所 - 三菱重工業長崎造船所
- 就航 - 1990年
- 全長 - 241m
- 全幅 - 29.6m
- 船客定員 - 960人
- 乗組員数 - 545人
- 運航会社 - クリスタル・クルーズ
- 就航海域 - 太平洋周辺・世界広海域

### 概要
日本郵船は1986年末頃よりクルーズ客船の導入を本格検討し、市場調査の結果1987年初夏にマーケットが既に確立されているアメリカを主対象として最高級の「5スタープラス」級の建造を決定。日本郵船社内では客船事業の検討時に船体のサイズ毎に愛称を「松竹梅」に分けており、5万トン級の本船のクラスは「松」としていた。アメリカに子会社「クリスタル・クルーズ」を設立し、1990年7月5日に就航し処女航海として12日間のハワイクルーズを行った。船名は「光り輝く太平洋の世紀」をイメージし船上での友情と融和を導く事を願う思いや、内外装のハード面と乗組員によるソフト面の調和、「NY」で終わる語感の良さや追加建造時にブランド名「クリスタル」を冠した命名のしやすさを見越したものとした。1991年にはグッドデザイン賞を受賞。
ロサンゼルスを母港として、春に日本や中国といった極東・夏はアラスカ・秋はトランスキャナルのカリブ海・冬は南太平洋地域といった、季節毎に最適な時期と地域を選び2週間単位での運航を基本として、戦前の「浅間丸」に次いで20世紀末から21世紀にかけての「太平洋の女王」となるべく以下の基本設計思想を設定した。
1. 太平洋の荒波に対して十分高い安全性と快適な乗り心地を確保できるよう長く低い船とする。
2. 世界最高級船を目指す意味から乗客定員を960名に抑え広くゆったりした公室で多種多様なサービスを提供し快適な居住性を持つ居室を与える。
3. 食事は2シッティング制のメインダイニングと第二レストランを備え世界のグルメに通用するサービスを提供する。
4. 運航自由度が大きく且つ100%の信頼性をもたせ、ハイテクを先取りした最新鋭船とする。

同等の客船では1800名の乗船が可能なところを960名に絞込み1人あたりの容積を50トン以上と世界屈指の大きさとし、また乗組員も480名程とし乗客2人につき1人となる高品質のサービスを提供した。竣工当時は世界6位の規模の客船となった。

### 計画から建造まで
1960年の「氷川丸」引退以来客船事業から手を引いていた日本郵船は宮岡公夫社長のもと客船事業への再参入を目的に前ニューヨーク副支店長の前田恭孝を調査役、プリンセス・クルーズ元社長のアーサー・ロドニーをコンサルタントに据え世界の客船事業の調査を行い北米を中心としたクルーズ客船市場の続伸やイギリス・ノルウェー系企業の日本近海クルーズへの参入、造船市場の不況による安価な建造費の見込みを要因として、北米定期航路の赤字や円高による経営不振による反対意見がありながらも、需要の高い北米市場を対象とした世界各地を巡航する超豪華志向の客船建造を第一に行うこととした。
当初日本郵船側は半世紀も客船を作らなかった日本の造船所に超豪華客船を作れないと不安視し国外の造船所での建造も選択肢に入れており、以前から客船設計を研究していた三菱重工業の設計案では現代的な流線型のデザインも検討されたものの相川賢太郎社長が「三菱が作るのは高級車であってスポーツカーではない、浅間丸から煙突を取ったら様にならない、宮岡社長も古い時代の人だから2本の煙突が直立し二引がないとお気に召さないはずだ」との思いから戦前に見られるような古い形の船型の模型を提出し客船担当者は唖然とし郵船からの建造に関する質問にも満足な回答ができず、建造額が安く建造に関する質問へも詳しく回答していたフィンランドのバルチラ社を第一候補としていた。
その後相川の後継の飯田庸太郎社長がバルチラへの見積もりの意向に対し「そんなことをしたら岩崎弥太郎の亡霊が宮岡の枕元に出る、岩崎は海運業を作るため日本郵船を作り船を持つと修理が必要で三菱重工を作り海運と造船はセットで考えたのに、その海運会社がヨーロッパに客船でも発注したとなると岩崎は墓から出る」と一喝し、相見積もりではバルチラが安価で分があったもののその後三菱重工も客船設計に関する勉強を改めて行い現代的な設計と建造額の引き下げを行い三菱重工への発注と決まった。
1988年4月に三菱重工業長崎造船所に発注、同所で大型客船を建造するのは実に50年ぶりであり、知識ゼロの状態で設計・建造された。しかし発注時点で競合する商船三井客船の日本向け客船「ふじ丸」の建造計画もかなり進んでおり技術の流出が懸念されたが、日本郵船の建造を戦前から関係があった長崎造船所・商船三井の建造を戦後から関係のあった神戸造船所で行い技術者を完全分離し交流を行わず社長のみが両案件に関わるといった形で合意に至った。設計開始から竣工まで26ヶ月を要し、通常の大型客船の3年前後と比較すると短期間で建造された。

### 飛鳥IIへの改装
「クリスタル・ハーモニー」は建造から15年目の2005年11月25日、ロサンゼルスにてその運航を終了、同月末よりカナダの Victoria Shipyards にて改装工事にかかった。大浴場の増設などを行った後12月23日に出渠、年末年始にかけ太平洋を横断し、2006年1月4日に横浜港に入り飛鳥とすれ違った後1月5日に三菱重工業横浜製作所に入渠、更に改装工事を続けた。
船舶登記上は同年1月5日までが「クリスタル・ハーモニー」、1月6日からが「飛鳥II」である。
2月11日には、売船準備のために「飛鳥」が同製作所に入渠、その後数日間、岸壁の両側に「飛鳥」と「飛鳥II」が並ぶ光景が見られた。
改装工事を終えた「飛鳥II」は2月22日夕刻に横浜港大さん橋に着桟し、2月26日に命名記念式典が実施された。あいにくの雨天であったが、中田宏横浜市長らの出席の下、岸惠子がゴッドマザーとして本船を「飛鳥II」と命名した。
その後、2月末から3月半ばにかけ、習熟航海を兼ねた、日本各地での「お披露目」を実施。3月17日に正式デビューとなった。

### 改装箇所
船体やエンジンはクリスタル・ハーモニーから変更されておらず船舶としての能力は同等であるが、日本人のニーズに合わせ設備を追加するなどした影響で総トン数が増えた他、乗客定員（872名）と乗組員（約470名）が若干減少している。主な改装箇所は次の通り。
大浴場「グランドスパ」
日本人向けの客船には必須の設備として12デッキに新設された。
リドガーデン
一斉に食事に来る日本人客の特性を考慮し、当初の「リドカフェ」の収容人数では不十分として、11デッキの「ネプチューンプール」を廃し「リドカフェ」と連なる形で新設。
「ネプチューンプール」上部のスライディングルーフの部分に「グランドスパ」を新設、「リドガーデン」も非露天区画となったことから、本船の容積が増え、総トン数が「クリスタル・ハーモニー」時の 48,621 より 50,142 に増加した。
寿司「海彦」
11デッキの和食レストラン「KYOTO」を改装。寿司カウンターや水槽が新設された。
プレゴ
改装はされていないが、イタリアンレストランとしての機能は停止され、スイートルーム客専用の夕食スペースとなった。
和室
子供用プレールームであった11デッキの「ファンタジア」を和室「游仙」に改装。
アトリウム
5・6デッキ吹抜け部分の、上部より水が流れる泉（但し「クリスタル・ハーモニー」運航末期は、故障により水を流していなかった）が、時間帯によって色が変わる自光式の構造物に置き換えられた。
人工芝
スカイデッキには緑の人工芝が敷かれていたが、鮮やかな青色のカラー舗装に張り替えられた。
ウォシュレット
「飛鳥」の頃より多数の乗客より導入希望が寄せられていたが、同船では技術的理由から不可能であり、「飛鳥II」で改装に合わせ導入された。
この施工不良（配管ミス）がトラブルを招くこととなった。→ 初期トラブルと朝日新聞の記事
カジノルーム
デッキ6のカジノルーム「Caesars Palace st Sea」をカジノゲームコーナー「モンテカルロ」と麻雀・囲碁室「マージャンサロン」に改装。
改装費用について、郵船クルーズの松平社長は、改装工事前の2005年10月5日の記者会見で「概算で30～50億円」と発言している。

## 推進システム
飛鳥IIは日本で初めて建造された電気推進のクルーズ船で、方式はサイクロコンバータ式ディーゼル電気推進である。三菱-MAN-B&W製ディーゼル機関とABB-STROMBERG製発電機を組み合わせた8.2MW×4台により発電、ABB-STROMBERG製のサイクロコンバータ（周波数変換装置）及び同期電動機12MW×2基により回転数可変の動力を得る。ヴァルチラ(Wärtsilä)製ディーゼル機関とABB-STROMBERG製発電機による3MWの補助発電機も持つ。スクリューは直径5.2mの4翼可変ピッチプロペラ2基を65～132rpmで使用する。スクリューに最も近い軸受けは油潤滑のブラケットタイプ である。また、2台のバウスラスタ、長さ5.2mのフィンスタビライザを持つ。燃料タンク容量は1800t、巡行速度18ノットで約90t/日の燃料を消費する。

## 船内
12デッキ「スカイデッキ」
- フィットネスセンター

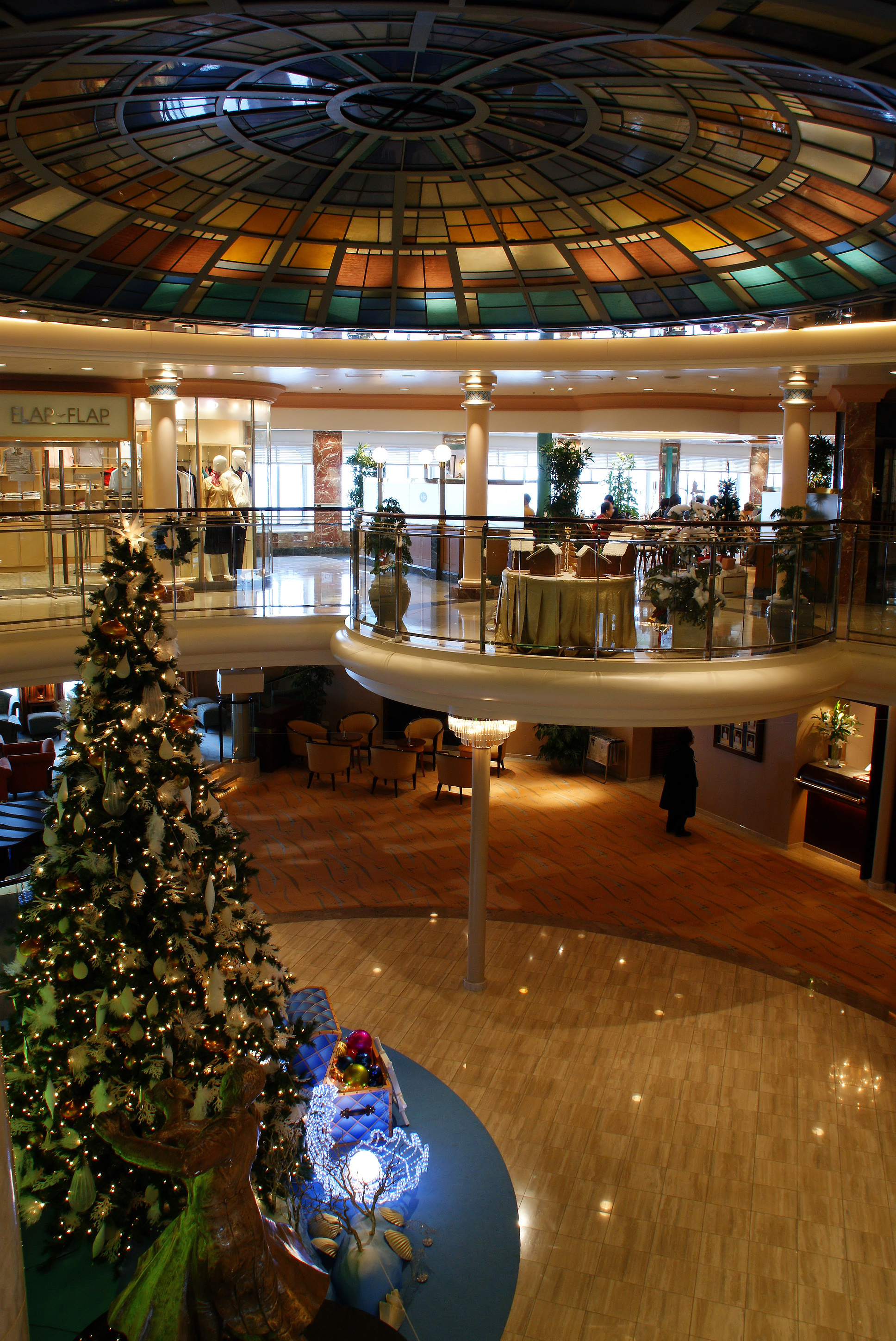
アスカプラザ

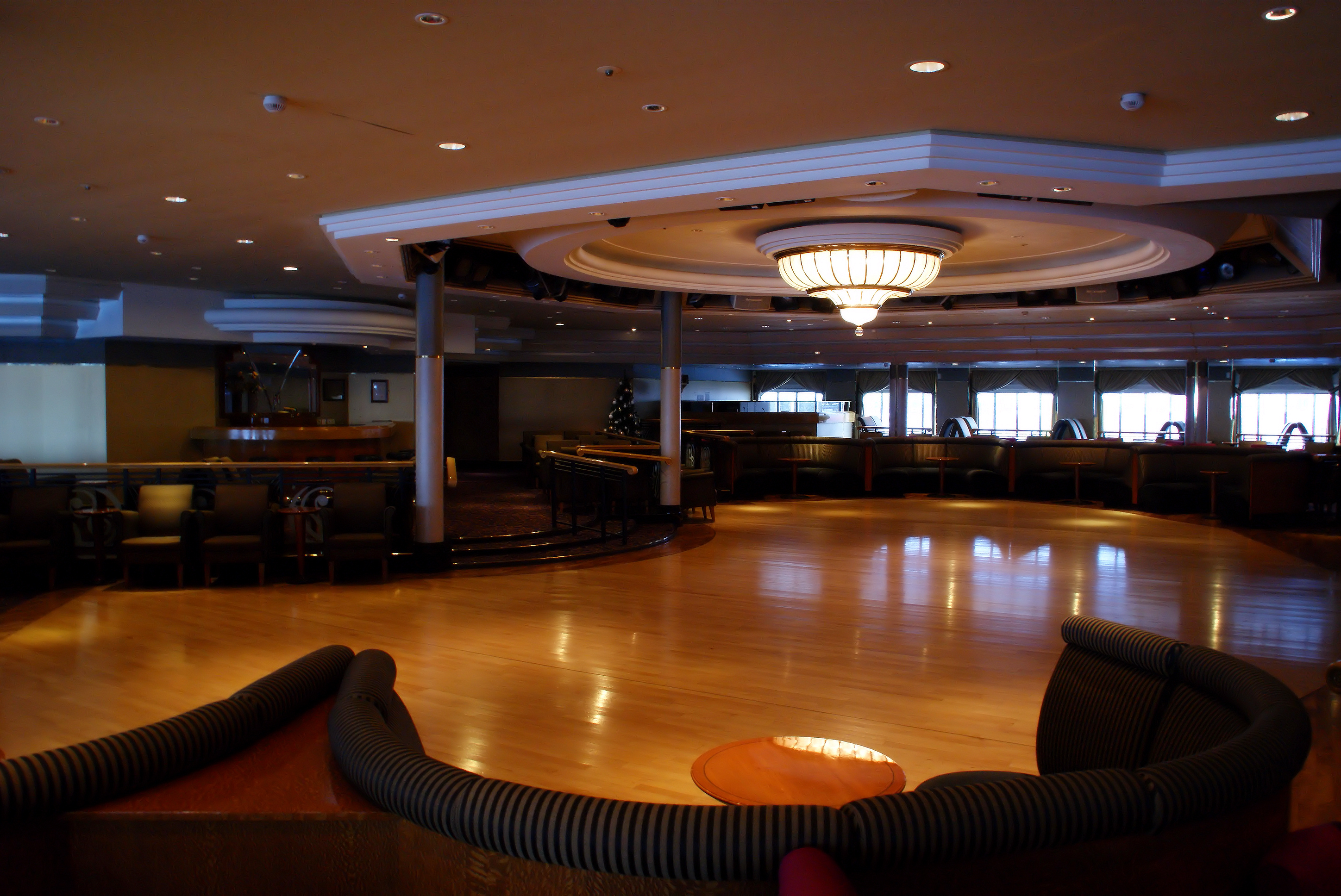
クラブ2100

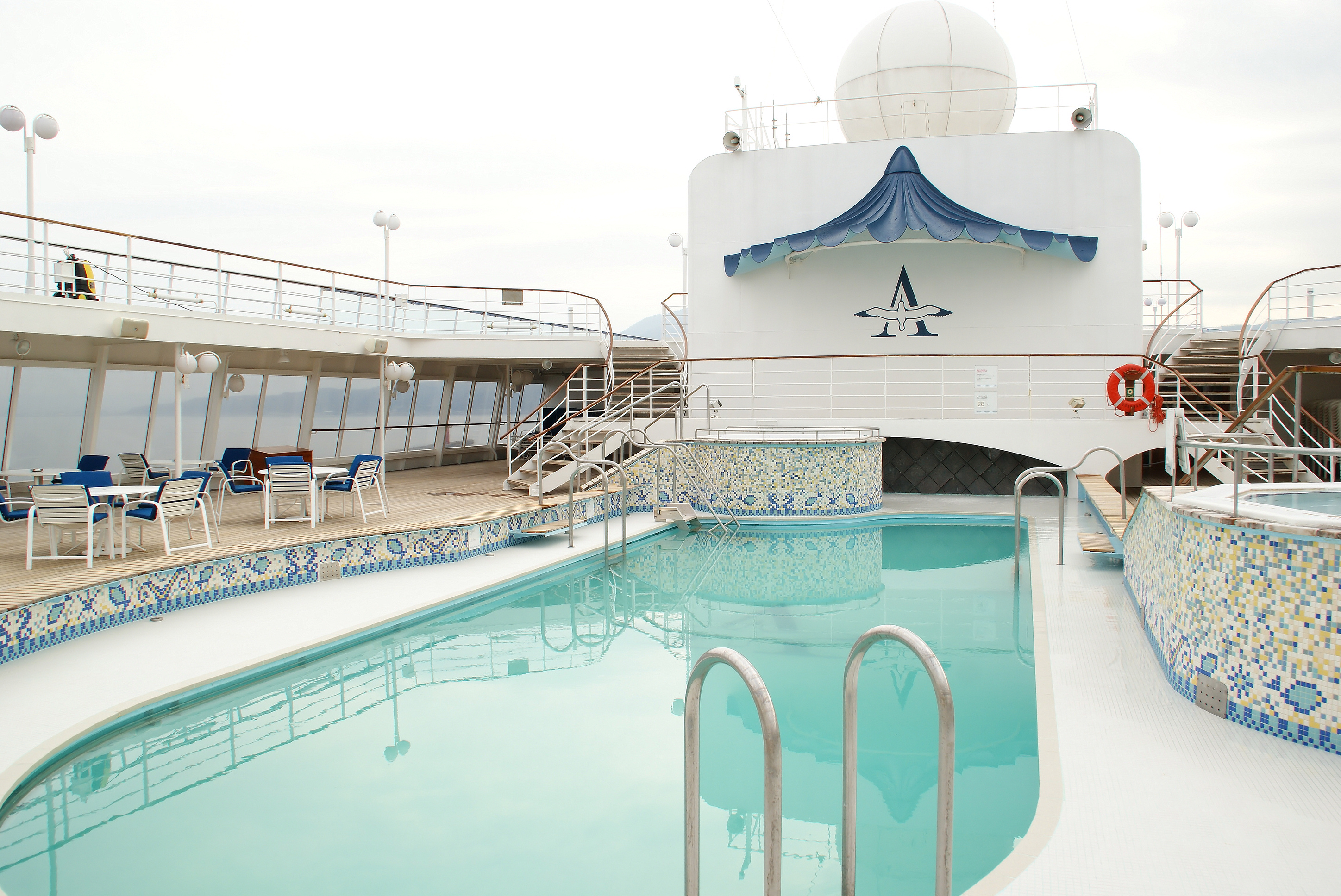
シーホースプール

- アスカ アヴェダ サロン&スパ（当初は資生堂サロン&スパ）
- 展望大浴場・露天風呂「グランドスパ」

11デッキ「リドデッキ」
- カフェテリア「リドカフェ」「リドガーデン」
- 軽食コーナー「リドグリル」
- プレミアダイニング「ザ・ベール」（アスカ・ロイヤルスイートルーム客専用レストラン、2019年までは「プレゴ」）
- 寿司・和食店「海彦」
- シーホースプール
- ブックラウンジ「e-Square」（2019年までは「コンピュータープラザ」）
- 和室「遊仙」
- ラウンジ「パームコート」「ビスタラウンジ」 - パームコートは北欧風のベランダをイメージした。

10デッキ「アスカデッキ」
- 客室「アスカスイート」「ロイヤルスイート」「Cスイート」

9デッキ「シーブリーズデッキ」
- 客室「Dバルコニー」

8デッキ「ホライゾンデッキ」
- 客室「Eバルコニー」「Kステート」

7デッキ「プロムナードデッキ」
- 客室「Fステート」「Kステート」「Dトリプル」
- プロムナードデッキ（外周通路）

6デッキ「プラザデッキ」
- 大ホール「ギャラクシーラウンジ」
- マージャンサロン
- カジノゲームコーナー「モンテカルロ」
- ナイトクラブ「クラブ・スターズ」
- カフェ「ザ・ビストロ」
- ショッピングエリア
  - ラ・ステッラ - 和光との提携により宝飾品を中心に販売
  - フラップ フラップ - カジュアルウェアを中心に販売
  - ペガサス - フォーマルウェアを中心に販売
  - ル ブルー - 日用品・土産品を中心に販売

- 映画館・ホール「ハリウッドシアター」
- クルーズセールスオフィス
- スモーキングラウンジ
- バー「マリナーズクラブ」
- ライブラリー
- ダンスホール「クラブ2100」 - 名称は三菱重工業での建造番号に由来する
- カードルーム
- 教室「コンパスルーム」
- スポーツエリア（卓球台・ゴルフレンジ・シャッフルボード）

5デッキ「メインデッキ」
- エントランス「アスカプラザ」（6デッキまで吹き抜け）
- レセプション
- ピアノバー
- メインダイニング「フォーシーズン・ダイニングルーム」
- 客室「Jステート」

4デッキ「テンダーデッキ」
- 診療室「メディカルセンター」
- テンダーボート乗降口

### リニューアル
2020年1月よりシンガポールのセンブコープ・マリン（Sembcorp Marine）にて飛鳥IIへの就役時以来となる大規模リニューアルを実施。日本籍の客船がシンガポールで改装工事を行うのは本船が初となる。2020年1月14日にシンガポールに到着し3月まで改装を行い3月20日にシンガポールを出港し4月1日に横浜港に帰港。国際海事機関（IMO）が定めた2020年SOx規制に対応した排ガス脱硫装置の設置、パドルテニスコート「ウィンブルドンコート」をグランドスパ露天風呂部へ転用、全客室へのWi-Fi(一定時間なら無料)・オンデマンドコンテンツの導入、プレミアダイニングの面積拡張・オープンシーティング制への転換と「The Veil」への改称、リドカフェ・リドガーデンのアイランド型カウンターや2名席の設置、パソコンコーナーとライブラリーを兼ねたブックラウンジ「e-Square」の設置、アスカスイート2室を和洋室化、エントランスホールに大画面LEDディスプレイの導入を行い2030年頃までの運用を見込む。本改装に伴い総トン数を約300・乗組員数を約20名増加させた。2025年の「飛鳥III」就航後は「お客様の好みに寄り添う旅」をコンセプトとし、テーマクルーズやイベント拡充への注力を示唆している。

### 客室
本船の基本的な料金（二名一室使用、Dトリプルのみ三名一室使用時の一人一泊当り金額）設定は以下のとおり。
| 部屋種別              | クリスタル・ ハーモニー時代 | デッキ     | 料金（円/泊） | 部屋数 | 備考                                                  |
| --------------------- | --------------------------- | ---------- | ------------- | ------ | ----------------------------------------------------- |
| S「ロイヤルスイート」 | クリスタル・ ペントハウス   | 10デッキ   | 200,000       | 4室    |                                                       |
| A「アスカスイート」   | ペントハウス・ スウィート   | 10デッキ   | 140,000       | 24室   |                                                       |
| Cスイート             | ペントハウス                | 10デッキ   | 125,000       | 30室   |                                                       |
| Dバルコニー           | デラックス・ ステートルーム | 9デッキ    | 75,000        | 112室  |                                                       |
| Dトリプル             | デラックス・ ステートルーム | 7デッキ    | 75,000        | 4室    | 一部ショートクルーズでは設定なし                      |
| Eバルコニー           | デラックス・ ステートルーム | 8デッキ    | 73,000        | 82室   |                                                       |
| Fステート             | デラックス・ ステートルーム | 7デッキ    | 65,000        | 74室   |                                                       |
| Jステート             | デラックス・ ステートルーム | 5・8デッキ | 55,000        | 50室   | 2008年秋より販売停止                                  |
| Kステート             | デラックス・ ステートルーム | 7・8デッキ | 48,000        | 74室   | Fステートと同一内装、救命ボート等で眺望の遮られる部屋 |

- 基本的には定価販売であるが、集客が伸び悩んだ際アスカクラブ会員（後述）に対し、若干の割引が提供されることがある。
- 厳密にはお盆前後やクリスマスは上記よりも多少高い料金設定となっているが、その値差はわずかであり、他の宿泊施設に見られるような、季節による大幅な変動はない。
- 長期宿泊割引はあり、長期クルーズにおいては上記の90%程度に泊単価が設定された上、更に「早期申込み割引」により10%強が値引かれ、都合80%程度の料金となる。
- 「熟年割引」といったキャンペーン的な割引が設けられるクルーズがある。
- 子供料金は基本的にはないが、夏休み期間中や年末年始に「ハッピーファミリークルーズ」の名前で 25%引きないしは半額の料金が設定されるクルーズもある。
- 日本郵船の株主優待として、本船の割引券（10%引き。但し他割引との併用不可）が配布されている。
- Jステートは2008年秋から一般販売をしていないが、内部者には格安で販売している。

上記の他にもクルーズ毎による差異があるので、詳細は郵船クルーズないしは取扱い旅行会社に当たられたい。

### サービス
郵船クルーズは「飛鳥II」は「飛鳥」のサービスを継承する、としており、以下の説明も「飛鳥」の項とほぼ同じである。
- 客室の差以外は全て同等のモノクラス制サービスであり、食事の内容に差をつけたり、上級客室の乗客用の専用ラウンジは設けていない。
- スイート以上の客室へは予約すればメインダイニングのメニューが客室に届けられ、自室のバルコニーで食事をすることも可能である。また船体後部の「ザ・ベール」はスイート客専用の夕食スペースとなる。
- 上級客室の乗客に対しては、「ソーシャル・オフィサー」がコンシェルジュ的役目を果たしたり、一部のショーやイベントの際に優先席を設ける、下船の際に優先的に扱われる、横浜港大さん橋「アスカラウンジ」での待合サービスなどの優遇がある。
- 船内で提供される飲食物は基本的には無料であるが、和食兼寿司「海彦」・バーコーナー・スイートルーム以外でのルームサービス・フレッシュジュース・メインダイニング以外での炭酸飲料・通常時のアルコール飲料は別料金である。
- 夕食はメインダイニングの席数が乗客定員の半数強にとどまるため2回制で行われ、乗客数がダイニングの席数を下回ると1回制となる。夕食は基本的に洋食と和食がメインで，たまに中華・イタリアンのこともある。
- 朝食・昼食は5フロアのダイニングで和食が、リドカフェでビュッフェ形式の洋食が提供され両方で食べることも可能である。1週間を越える程度のクルーズになると海外寄港地の郷土料理が供される場合もある。
- 三食以外にも、午前中には「ザ・ビストロ」にてデニッシュやベーグル類、午後に「ザ・ビストロ」「パームコート」にて洋菓子類、昼食後から2回目の夕食前までは「リドガーデン」でハンバーガー・ホットドッグ・ピザ類、夕刻には「ビスタラウンジ」で軽食が提供され、23時からはメインダイニングで夜食の提供（無料）もある。
- 船内で上演されるショーや映画、講演会の観覧や各種スポーツ、ダンス、手芸などの教室への参加も材料費等を除き無料である。
- ショーは食事の時間に合わせ、2回制で催される。ラスベガス風のショーや、専属マジシャンによるマジックショーが中心であるが、ほとんどのクルーズでは外部より芸能人、演奏家や落語家を招いてのイベントもある。
- 2015年1月よりKDDIの衛星通信サービス「Optima Marine」を用いて衛星回線による船内Wi-Fiサービスが開始された[40]。その後2024年2月からはスターリンクによる「MARITIME」サービスを用いる形とし[41]、また外部接続サービスの他船内案内等のコンテンツを配信。
- インターネット通信の最大回線速度は1Mbpsと記載されているが、全利用者の通信/保守用の帯域確保を含めての速度となるため、外洋では極めて低速となる。
- 外洋にてメール等の利用が主な場合、ソフトバンク社が提供している携帯可能な衛星通信ユニットを利用することも視野に入れたい。
- バルコニーを含む客室は加熱式タバコを含め全面禁煙。｢スモーキングラウンジ｣または食事時間帯以外の11デッキ後方指定場所のみ可能。
- 海外の長期クルーズについては乗船しなくてもホームページでオプショナルツアーガイドも見ることができる。
- 船首甲板にも小さなプールがあるが、船首甲板は乗員のみが使用するスペースなので、乗客は使用することができない。

### 乗客定員
主要目の通り、本船の乗客定員は940名であるが、パンフレットでは872名と謳われている。理由は以下の三点である。
- 「飛鳥」が満室状態が続いていたとはいえ、二倍近くの集客をなすことは難しい。（代替船投入の選択肢としての新造船建造では、750名程度の定員を前提していたらしい）
- 日本では馴染みの薄い、海の見えない内側の部屋を販売していないため。（クリスタル・ハーモニー時代は19室の内側キャビンが販売されていた）
- 乗組員の雇用が追いつかない。
  - 「クリスタル・ハーモニー」の乗組員（545名）をそのまま雇えばよさそうなものであるが、彼らは欧米向けには一流のサービスができても、日本人向けのサービスができるとは限らない（逆に「飛鳥」の現役乗組員は、〈希望者の〉全員がそのまま継続雇用された）。「飛鳥」と同等のサービスを維持するための乗組員育成には多少の時間を要し、一般的に客船において一流のサービスを提供するには乗客2人に対し乗組員1人以上の割合が必要、とされる。

郵船クルーズとしても空き部屋を遊ばせておくつもりは無く、集客が順調で且つ乗組員の雇用、教育が進めば、早い機会に乗客定員を増やしていきたい旨、明言している（2008年のA-styleクルーズでは 850名以上が乗船し、ラ・ベットラ・ダ・オチアイの落合シェフが850人前以上のパスタを1人で作ったと公言している）。

## 乗組員

### 構成
船内組織についてはクルーズ客船の同節を参照願う。
乗組員約440名中、3分の1弱が日本人、3分の2強が外国人の構成である。
外国人の大半はフィリピン人が占めるが、他にもアジアや欧米各国の出身者がおり、国籍数は20を超える。
外国人（特にフィリピン人）の起用はもっぱら人件費の安さを目的としたもので、男性は主としてレストラン・バーのウェイターや在庫部門で、女性は客室係といった末端で起用されているが、初代飛鳥より長期で勤務しているウェイターの一部には敬語を含めた日本語を話し、アシスタントヘッドウェイターに昇格している人もいる。
サービス部門の長たるホテルマネージャーや、クルーズディレクターといった要職にも外国人を起用している。日本人に客船サービスのプロフェッショナルが不足していること、及び外国客船のノウハウを吸収するために、客船経験者を雇用したものである。

### 歴代船長
| 「飛鳥II」代数 | 飛鳥クルーズ 通算代数 | 船長名                         | 就任           | 退任           |
| -------------- | --------------------- | ------------------------------ | -------------- | -------------- |
| 初代           | 6代                   | 小田武（おだ・たけし）         | 2006年2月      | 2008年2月15日  |
| 2代            | 7代                   | 末永守（すえなが・まもる）     | 2006年2月      | 2010年11月27日 |
| 3代            | 8代                   | 中村大輔（なかむら・だいすけ） | 2008年2月      | 2015年9月      |
| 4代            | 9代                   | 浅井壽（あさい・ひさし）       | 2010年7月17日  | 2015年12月5日  |
| 5代            | 10代                  | 増山正巳（ますやま・まさみ）   | 2011年1月      | 2018年1月4日   |
| 6代            | 11代                  | 小久江尚（こぐえ・ひさし）     | 2015年1月30日  | 2024年3月      |
| 7代            | 12代                  | 堤義晴（つつみ・よしはる）     | 2018年1月28日  | 2019年9月30日  |
| 8代            | 13代                  | 赤松憲光（あかまつ・のりみつ） | 2019年10月1日  | 2022年9月      |
| 9代            | 14代                  | 田口稔（たぐち・みのる）       | 2022年12月中旬 |                |
| 10代           | 15代                  | 渡辺恒介（わたなべ・こうすけ） | 2024年3月中旬  |                |

「何代目船長」と称しているが、実際には2名が3～4ヶ月毎に交代で乗船する形を取っている。
郵船クルーズのサイトでは増山船長について、飛鳥と通算しての10代目船長という表記がなされていた。
なお2010年8月、俳優の加山雄三が郵船クルーズ20周年を記念し「名誉船長」に就任しており、毎年夏に「若大将クルーズ」として本人乗船によるイベントを交えたクルーズを催行し2023年の開催では加山の自画像が本船に寄贈されパームコートに展示されている。2013年度の様子は若大将のゆうゆう散歩で4回にわたり放送された。

## アスカクラブ
「飛鳥」ないしは「飛鳥II」に一度でも乗船することにより入会資格を得られる会員組織であったが，2022年10月より2歳以上であれば誰でもネットから入会できるように変更された。会員証もなくなった。
会員特典(乗船履歴者のみ)は次の通り。
- クラブ誌「ASUKA」（季刊）(最終乗船日より3年間)。カレンダー有料配布。
- 飛鳥クルーズ優待割引券の送付（クルーズ日数により3,000円 - 25,000円）
- パーティー、懇親会、セミナーへの招待。
- お誕生日特典、キャンペーン等でデジタル船上クーポンを進呈
- 特定クルーズの割引。
  - 「飛鳥」、「飛鳥II」の販売につき、郵船クルーズ及び取扱い旅行会社は、いわゆる「ラストミニッツセール」などの割引販売は実施していないが、集客の伸びないクルーズについては、アスカクラブ会員限定で若干の割引を提示し、集客を図ることがある。（上述のクラブ誌に同封されてくる）
- 泊数達成ご優待特典を進呈。
  - 100泊単位で記念品や特典が贈呈される。
    - 記念品：100泊（オリジナル記念品）・500泊（カタログギフトなど）・1000泊（カタログギフトなど）・1500泊（カタログギフトなど）
    - 泊数達成20万円割引券：200泊以降100泊毎
    - 客室アップグレード：200・300・400泊：アップグレード券1枚＋船上クーポン5,000円、500・600・700・800・900泊：アップグレード券2枚＋船上クーポン10,000円、1000泊：アップグレードサービス＋船上クーポン15,000円 以下略

会費は無料であり、会員資格については特に有効期限は設けられていないが、3年間乗船しないと、休眠会員の扱いとなり、クラブ誌や各種招待状が送付されなくなる。

### アルバトロス・ソサエティ
アルバトロス・ソサエティは、アスカクラブ会員の中でも、飛鳥・飛鳥II 通算で下記のいずれかの条件を満たしたヘビーリピーターを対象とした組織。
1. 世界一周フルクルーズと日本一周フルクルーズの2本に加え、オセアニア、アジア、ハワイ・アラスカなどのグランドクルーズのうち、いずれか5本をフルクルーズ乗船
2. 累計500泊以上乗船
3. 累計80回以上乗船

アルバトロス・ソサエティー会員は乗船時も優先乗船口からの乗船ができたり、終日航海日があるクルーズ中のアルバトロスソサエティー・パーティーへの招待、船内での飲食・クリーニング・飛鳥コレクションでの販売商品（一部を除く）の5%割引、横浜港アスカラウンジでの待合サービスが受けられる。その他、年1回程度のアルバトロス・ソサエティー・パーティー（有料）や、船が定めるアルバトロス・ゲスト・デーに4名まで同伴して訪船ができる。
累計1,000泊を超えたアスカクラブ会員は、6デッキライブラリー隣にあるクルーズデスクの壁に名前が刻印されたプレートが掲示されており最多宿泊者は2,000泊を超え、なお記録を更新中である。
ヘビーリピーターの暮らし振りは、2004年1月6日の朝日新聞朝刊にて紹介された。

## メディア

### 初期トラブルと朝日新聞の記事
2006年5月20日の朝日新聞夕刊に3月末からの日本一周クルーズにて排水の逆流や自動ドアの不具合、大浴場のヒーター不調により湯温が上がらない等のデビュー後の不具合を報じる記事が掲載され、飛鳥IIへの改装に際して排水管の交換を行わなかった事を不具合の一因として報じている。
のちに、旅行業界では「クレーマー」として知られる男性が朝日新聞に告発したところ大きく取り上げられてしまったものであり、実際には他の乗客はそれほど問題としていなかったといわれている。トラブルは無いに越したことは無いが、大新聞が大きく取り扱うほどのことであったのかは意見が分かれるところである。もっとも、2月の「飛鳥」運航終了から3月の「飛鳥II」デビューの際のマスコミの取り上げ方も別の意味で凄まじいものがあった。特にNHKでの扱いは、これらが純然たる営利企業の船であることに鑑みれば、異例ともいえるものであった。
報じられた不具合は事実であり4月からの世界一周クルーズでもこれらの一部は解消されず世界一周の途中までに15件の不具合が生じていたとされ、ソフト面でも一定のレベルが確保できなかったとして、郵船クルーズは最終的に客室単価の2泊分のクレジット（船内でのみ使用可）を「お詫び」として乗客に提供している。飛鳥IIに限らず、ホテルや客船といった宿泊施設において初期トラブルはつきものであり、「開業当初、就航当初の施設はあえて避ける」という利用客も少なくないようである。

### 関連番組
『奇跡の地球物語〜近未来創造サイエンス』「豪華客船 〜英知が生んだ海上都市〜」（テレビ朝日）
2011年6月5日放送。
『飛鳥物語II』（BS朝日）
「飛鳥II」で日本各地を巡る紀行番組。2012年10月1日 - 12月24日放送。
『飛鳥世界一周物語』（BS朝日）
「飛鳥II」の世界一周クルーズを軸に、世界各地の紀行と飛鳥IIの物語を取り上げる。2013年4月1日 - 2014年3月31日放送。
『飛鳥物語』（BS朝日）
船員やスタッフの裏側や各クルーズでの紀行映像などを取り上げる。2014年4月7日から放送。
『探検バクモン』「絶海のおもてなし宮殿」（NHK総合）
爆笑問題がバックヤードを含む船内を潜入取材。2014年7月9日・16日放送。
『徹子の部屋』（テレビ朝日）
「飛鳥II」のTVCMを月曜日の番組内で放送。2016年1月 - 9月（関東ローカル）。
『相葉マナブ』（テレビ朝日）
2016年9月11日放送「ぐるっと一周200キロ!マナブ東京湾」企画にてエントランス、ハリウッドシアター、ショッピングエリア、Eバルコニー客室の船内見学と接岸・給油時の様子を取材。
『ひるブラ』（NHK総合）
「豪華客船☆すべて見せます！～東京・晴海ふ頭～」にて東京港晴海埠頭停泊中に豊田エリー・高山哲哉が中継取材を実施。2017年5月3日放送。
『ヒルナンデス!』（日本テレビ）
2017年12月1日放送「開かずの扉ツアー」企画にて横浜港停泊中にエントランス、プール、ロイヤルスイート客室、レストラン、操舵室、放送室を見学。2019年12月4日・18日にはノッチ一家による11月1-4日の横浜港-四日市港間往復「秋の休日 ウィーンスタイルクルーズ」でのロケを放送。
『カンブリア宮殿』「格安も登場！拡大する豪華客船ツアー 26年連続日本一!王者・飛鳥Ⅱの全貌」（テレビ東京）
郵船クルーズ服部浩社長へのインタビューとともにニューイヤーサイパン・グアムクルーズ、オセアニアグランドクルーズ、世界一周クルーズ、国内クルーズを取材。2018年4月12日放送。

### 作品
金曜プレステージ『浅見光彦シリーズ50 貴賓室の怪人』(フジテレビ)
内田康夫の長編推理小説を原作としたドラマ。原作では初代飛鳥を舞台としているが、2014年版のドラマでは飛鳥IIを舞台とし、船内でロケが行われている。2014年4月4日放送。

## 事故・アクシデント
- 1990年10月2日午前9時30分頃、プエルトリコのサンフアンからメキシコのアカプルコへ航行中にパナマ・クリストバル沖約400kmのカリブ海上で船底の補機室から出火。消火に成功するも主発電機を損傷し一時自力航行が不能となり3日午前に応急修理を行い同日午後にクリストバル港へ入港し日本人客12名を含む乗客920名と乗組員540名にけが人はなくチャーター機で帰国[61]。その後キュラソー島へ回送されキュラソー・ドライドック・カンパニーにて10月7日から22日まで修繕工事を実施しロイド船級協会の検査を受けた後10月27日からアカプルコからサンフアンへのクルーズで運航を再開した[62]。
- 2006年3月17日午後2時40分頃、横浜港大さん橋停泊中にタンカー「第10朝朋丸」が衝突。第10朝朋丸側が本船の廃油回収を行うべく近づいた所風にあおられ衝突にいたり、本船の船尾右側に横50cm・縦20-30cm深約2.5cmの傷が生じたが、翌日からのデビュークルーズは平常通り行われた[63]。
- 2020年6月16日午後1時20分頃、横浜港停泊中に最上階での溶接作業中資材庫から出火し3時間後に消火。原因は溶接作業中の熱が鉄板を伝い資材庫内のシーツやカーペットに伝わり発火したものとされている[64]。新型コロナウイルス感染拡大の影響で運航を中止しており、乗客はおらず、けが人はなかった。
- 2021年4月30日、「ゴールデンウィーク日本一周クルーズ」催行中に横浜港から青森港に向けてクルーズ中に船内で新型コロナウイルス感染者1名が発生、横浜港に緊急帰港[65]。その後8月1日からの「伊豆大島・新島遊覧クルーズ」まで運休とした[66]。
- 2022年3月19日、変圧器1機の故障が確認され6月まで運航を休止[67][68]。その後12月26日にも再度電気系統の不具合が発生し「ニューイヤークルーズ～瀬戸内航路～」催行後の2023年1月に佐世保重工業で定期入渠したが完全に原因は解決せず2月から3月のオセアニアクルーズを休止した後[69][70]、4月の「春の週末伊豆諸島周遊クルーズ」より再開した[71]。

## ギャラリー

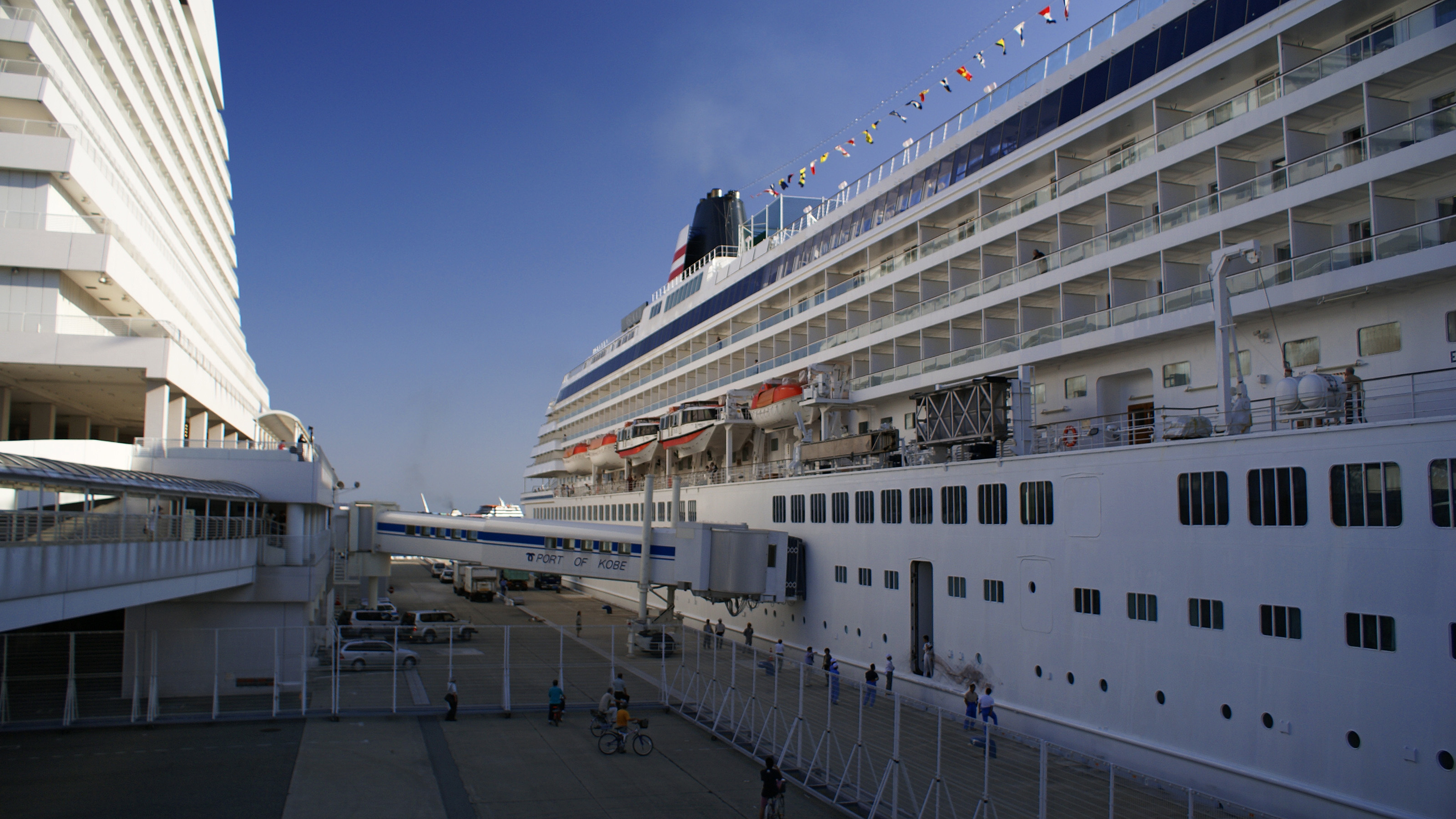
中突堤旅客ターミナルとボーディングブリッジで接続
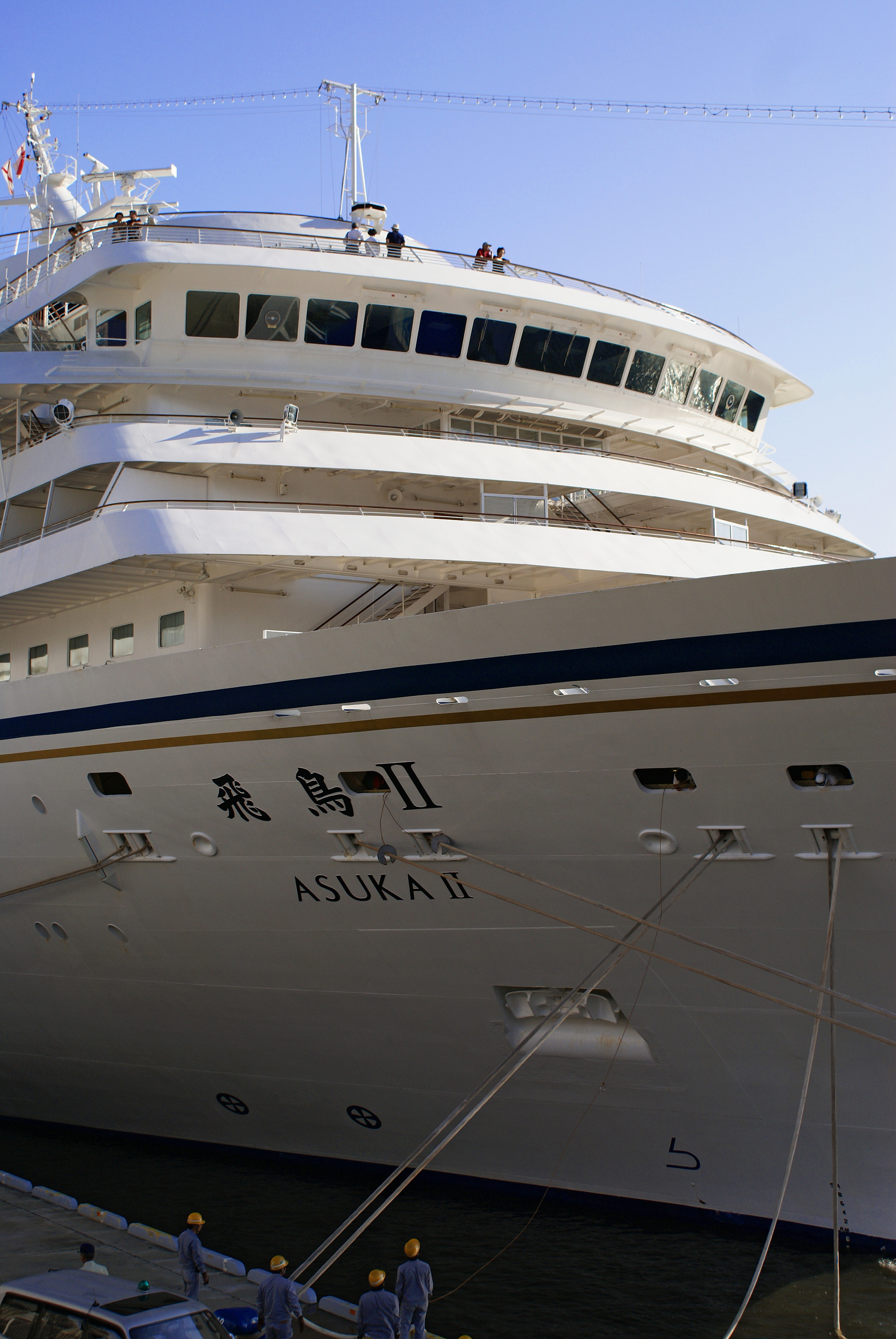
ブリッジ、神戸港・中突堤
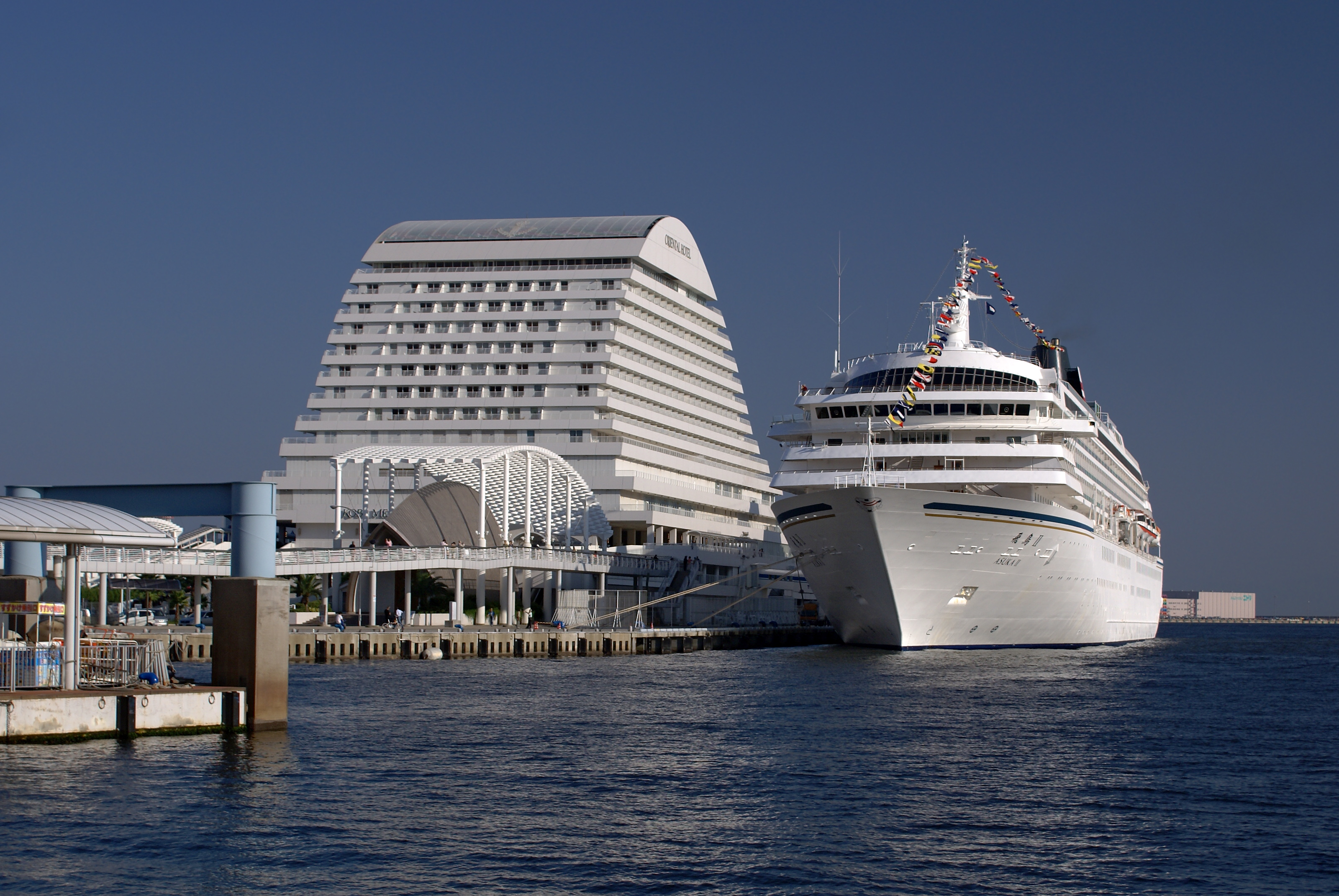
前方、神戸港・中突堤
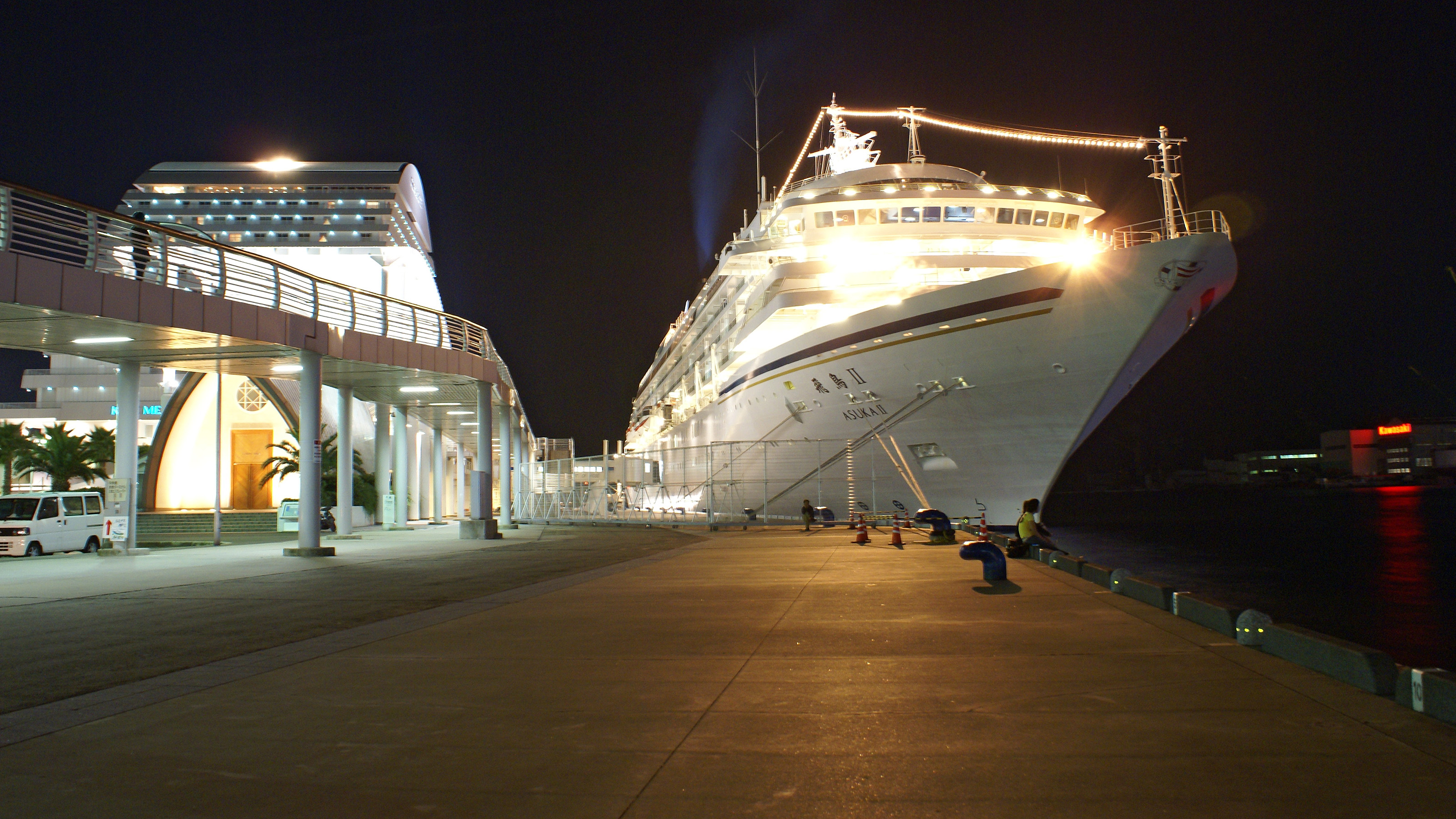
前方、神戸港・中突堤 夜景
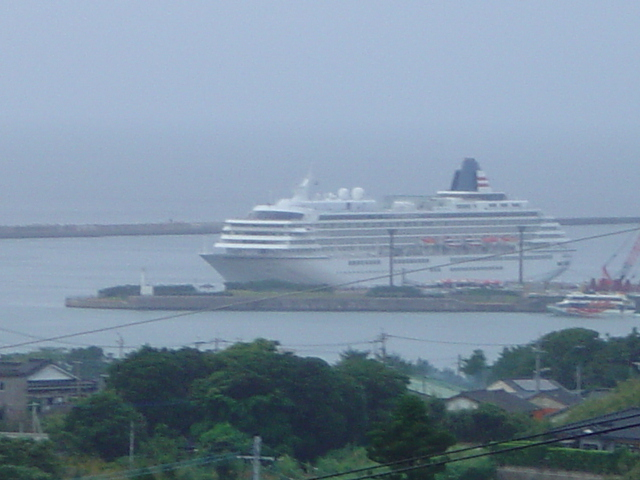
種子島西之表港にて
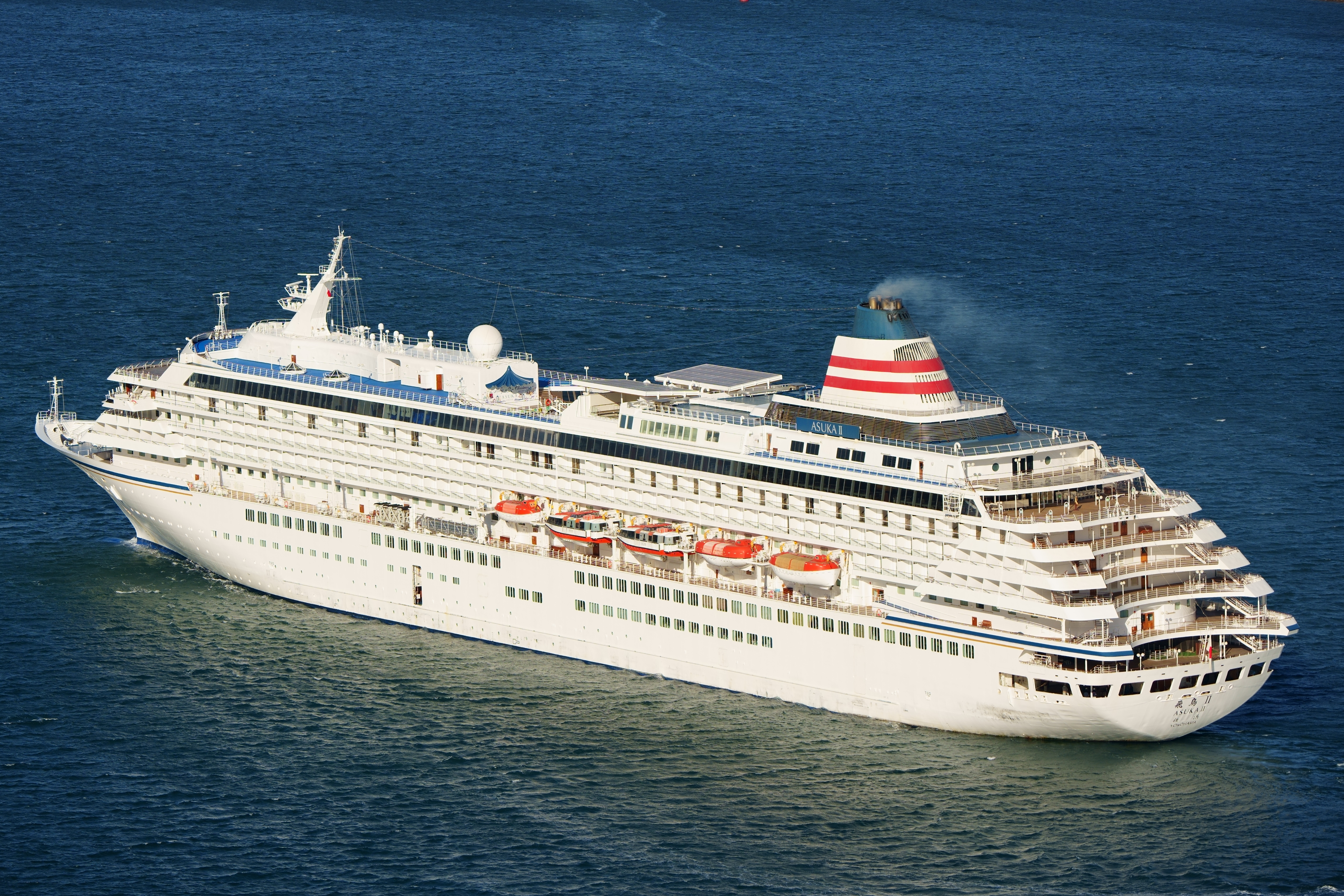
佐世保港入港中
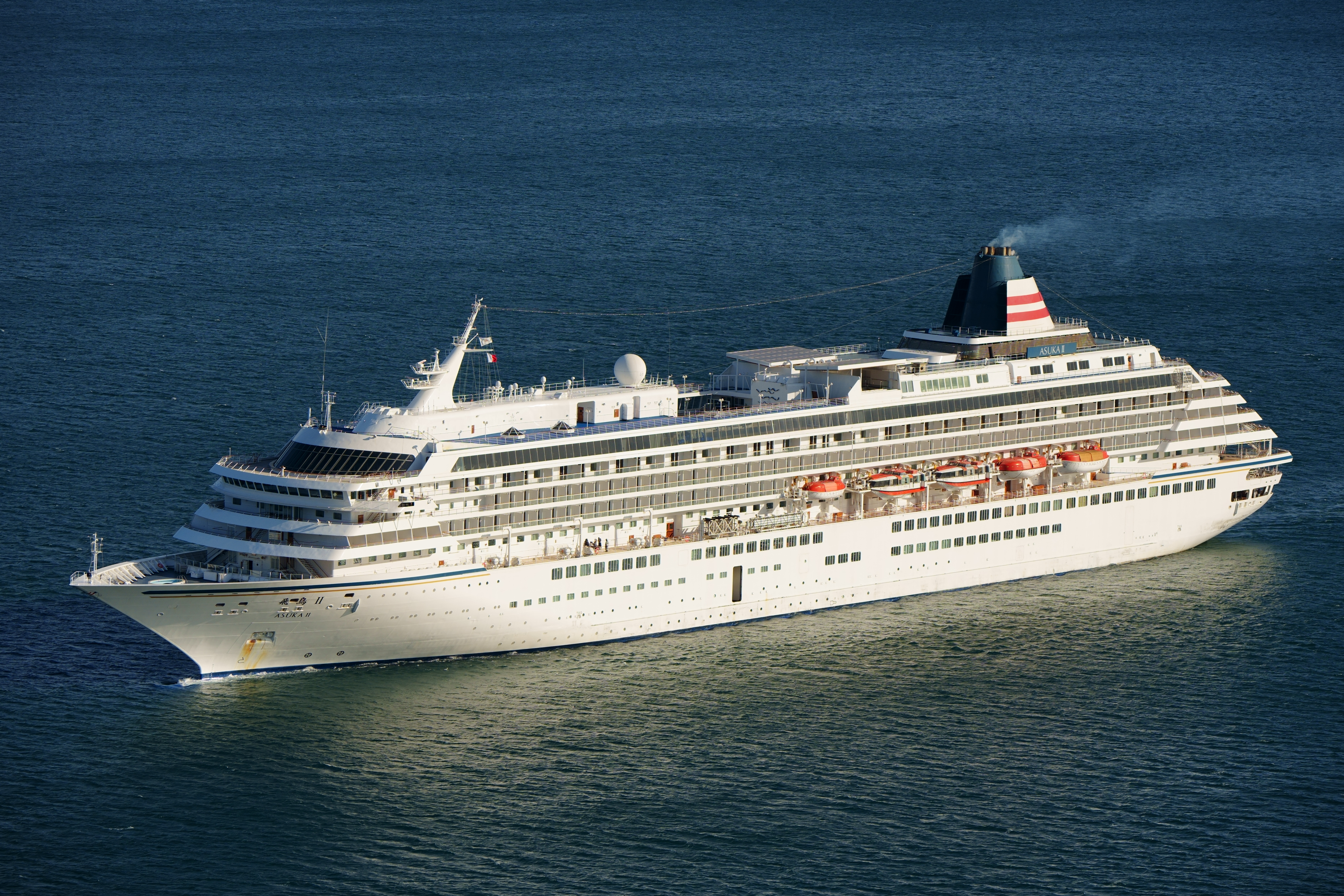
佐世保港入港中
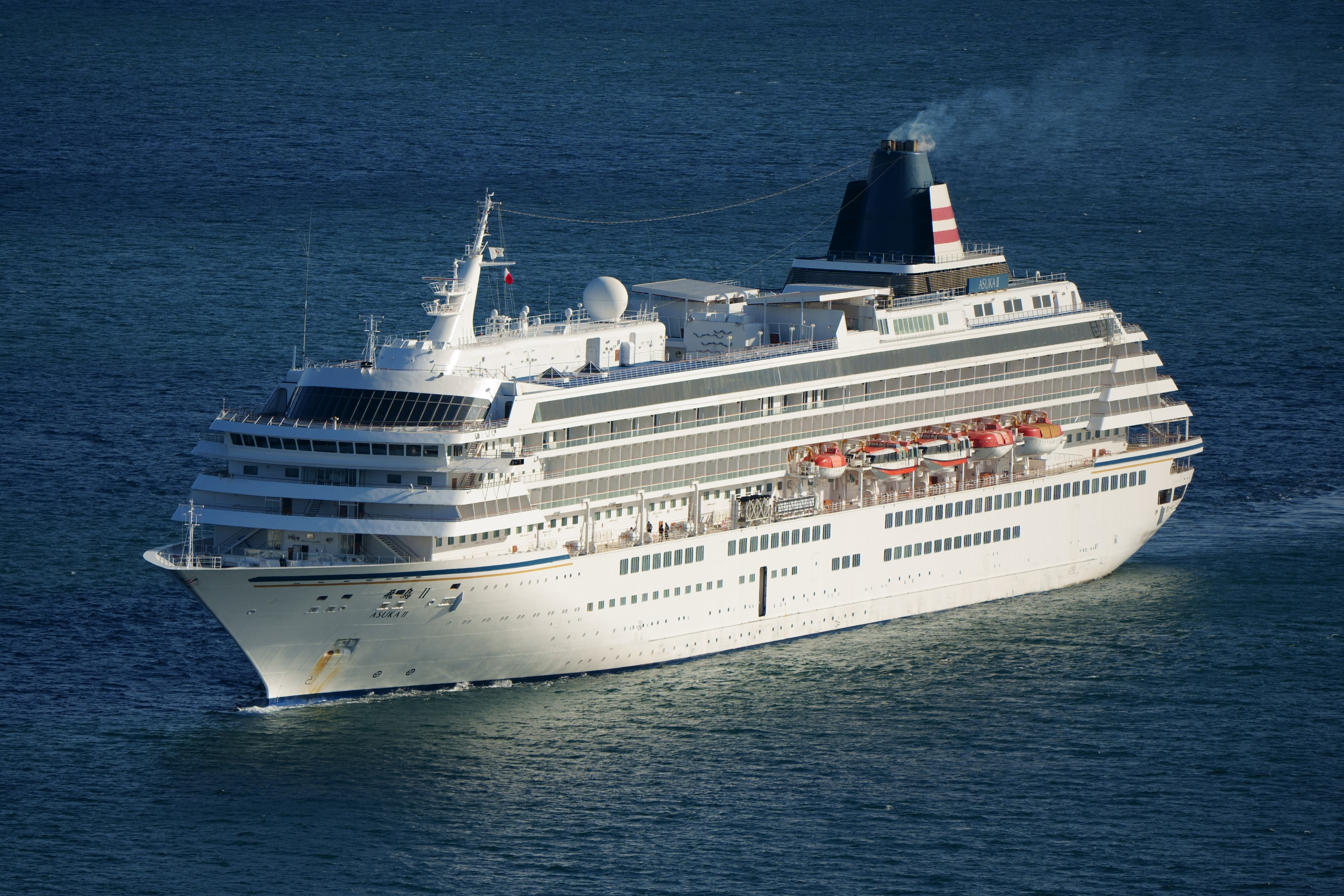
佐世保港入港中